# Trichomasthus
Trichomasthus is een geslacht van vliesvleugeligen uit de familie Encyrtidae. De wetenschappelijke naam van dit geslacht is voor het eerst geldig gepubliceerd in 1876 door Carl Gustaf Thomson.

## Soorten
Het geslacht Trichomasthus omvat de volgende soorten:
- Trichomasthus adjutabilis (Howard, 1881)
- Trichomasthus albimanus Thomson, 1876
- Trichomasthus angustifrons Trjapitzin, 1964
- Trichomasthus aripo Noyes, 2010
- Trichomasthus assamensis Hayat & Basha, 2003
- Trichomasthus aulax Noyes, 2010
- Trichomasthus bavarici Hoffer, 1965
- Trichomasthus bicolor Myartseva, 1982
- Trichomasthus coeruleus Mercet, 1923
- Trichomasthus cyaneus (Dalman, 1820)
- Trichomasthus cyanifrons (Dalman, 1820)
- Trichomasthus danzigae Trjapitzin, 1978
- Trichomasthus dignus Khlopunov, 1987
- Trichomasthus dissimilis (Chumakova, 1961)
- Trichomasthus elisavetae (Trjapitzin & Ruiz-Cancino, 2000)
- Trichomasthus eriococci (Ishii, 1928)
- Trichomasthus ermae Sugonjaev, 1989
- Trichomasthus eximius Sharkov, 1989
- Trichomasthus extimus Sharkov, 1989
- Trichomasthus farfani Trjapitzin & Ruiz Cancino, 2001
- Trichomasthus frontalis Alam, 1957
- Trichomasthus funiculus Xu & He, 2003
- Trichomasthus gabinius (Walker, 1837)
- Trichomasthus genutius (Walker, 1846)
- Trichomasthus ivericus Yasnosh, 1969
- Trichomasthus jalapa Hayat, 2010
- Trichomasthus juxta Noyes, 2010
- Trichomasthus leptocerus Sharkov, 1989
- Trichomasthus marsus (Walker, 1837)
- Trichomasthus mattinus (Walker, 1837)
- Trichomasthus metrix Noyes, 2010
- Trichomasthus mexicanus (Girault, 1917)
- Trichomasthus mormo Noyes, 2010
- Trichomasthus natynio Noyes, 2010
- Trichomasthus nikolskayae Sugonjaev, 1989
- Trichomasthus nogalensis Sugonjaev, 1989
- Trichomasthus norax Noyes, 2010
- Trichomasthus nubilipennis (Girault, 1909)
- Trichomasthus ortivus Sharkov, 1989
- Trichomasthus perepelitsae Trjapitzin, 1964
- Trichomasthus perses Noyes, 2010
- Trichomasthus portoricensis (Crawford, 1913)
- Trichomasthus quadraspidiotus Dang & Wang, 2002
- Trichomasthus radix Noyes, 2010
- Trichomasthus raptans Noyes, 2010
- Trichomasthus rufus (Singh, Agarwal & Basha, 1991)
- Trichomasthus sachalinensis Sharkov, 1989
- Trichomasthus siphone Noyes, 2010
- Trichomasthus spiraeae Trjapitzin, 1964
- Trichomasthus stigma (Walker, 1847)
- Trichomasthus storozhevae Sharkov, 1989
- Trichomasthus subitus Khlopunov, 1987
- Trichomasthus terebratus Jensen, 1989
- Trichomasthus theia Noyes, 2010
- Trichomasthus tucumanus (De Santis, 1964)
- Trichomasthus xenomanes Pilipyuk & Trjapitzin, 1974
- Trichomasthus zytes Noyes, 2010